# Noriko Suematsu
Noriko Suematsu (末松 則子, Suematsu Noriko), née le 14 novembre 1970, est une femme politique japonaise. Sans étiquette, elle est élue à quatre reprises maire de Suzuka, dans la préfecture de Mie, et devient la première femme maire de la préfecture en 2011.

## Jeunesse, études et carrière pré-électorale
Noriko Suematsu naît le 14 novembre 1970. Son père est Michio Suematsu, ancien homme politique président de l'assemblée préfectorale de la préfecture de Mie. Elle effectue ses études supérieures à l'université d'art et de design de Nagoya (en), avant de débuter une carrière dans l'aménagement de jardins et de paysages,.

## Carrière électorale
En 2003, inspirée par son père et poussée par plusieurs femmes de sa ville, Suematsu commence sa carrière politique, et se présente aux élections préfectorales de Mie, pour le district de la ville de Suzuka. Elle est élue une première fois, puis réélue en 2007, et siège ainsi à l'assemblée préfectorale, sous l'investiture du Parti libéral-démocrate.
Elle démissionne en 2010 du PLD, et annonce sa candidature en tant qu'indépendante pour la mairie de Suzuka. Elle remporte l'élection en avril 2011, et est officiellement intronisée maire le 1er mai 2011. Elle devient la première femme maire d'une ville de la région du Tōkai, et par extension de la préfecture de Mie.
Elle est réélue à ce poste en 2015, ainsi qu'en 2019, sans opposants. Elle est à nouveau réélue en 2023.

## Prises de position
En raison de son expérience de mère, Suematsu s'implique énormément au niveau local pour faciliter la vie des femmes de sa ville, menant notamment une politique municipale très axée sur la petite enfance. Elle rend notamment les soins médicaux gratuits pour les enfants de Suzuka et facilite l'accès à l'éducation et aux gardes d'enfants,,.
Elle milite également en faveur d'une meilleure inclusion et participation des femmes dans la vie politique japonaise. Suematsu agit également en faveur de la promotion de l'économie locale, augmentant l'attractivité de la ville de Suzuka, par l'intermédiaire de l'industrie locale ou du tourisme culturel ou sportif, lié au circuit automobile de la ville,,.

## Vie privée
Suematsu est mariée et mère de deux enfants.